# David Fray
David Fray (Tarba, Alts Pirineus, 24 de maig de 1981) és un pianista francès. Casat amb Chiara Muti.

## Biografia
Seguint la tradició familiar, David Fray comença el piano molt aviat, als 4 o 5 anys. Al llarg de tota la seva infantesa i adolescència, s'endinsa en les arts i la cultura alemanya. La música pren una tal importància en la seva vida que esdevé la seva vocació. Les seves tries musicals el porten cap al repertori alemanys, i especialment cap a la figura tutelar de Joan Sebastià Bach.
Als 14 anys és guardonat pel conservatori de la seva ciutat natal, on obté tres medalles d'or: piano, música de cambra i formació musical.
Després d'haver guanyat diversos concursos, el 1999 entra al Conservatoire de Paris a la classe de Jacques Rouvier on obté la diploma de formació superior amb una menció.
El 2002, David Fray és admès en el cicle de perfeccionament superior en música de cambra, de nou amb Jacques Rouvier,a la classe de Christian Ivaldi i de Claire Désert.
Des d'aleshores, actua entre d'altres a la Cité de la musique (2002), al Théâtre Mogador a París (2003), al Festival de La Roque-d'Anthéron (estiu 2004), al festival de Entrecastèus, a la 15ªedició de la Folle Journée de Nantes (2002), Place des Arts de Mont-real i a l'Alti Hall de Kyoto.
Col·labora amb orquestres internacionals de renom, com l'Orquestra Nacional del Capitole de Tolosa, l'Orquestra de París sota la direcció de John Axelrod i Christoph Eschenbach, l'Orquestra Nacional de França, l'Orquestra del Mozarteum de Salzburg, l'Orquestra del Concertgebouw d'Amsterdam, l'Orquestra Metropolitana del Gran Mont-real.
Fa gires per Espanya (Madrid), Catalunya (Barcelona), Anglaterra (Londres), Amèrica del Sud (2005/2006); Itàlia (març 2007), sota la direcció de Riccardo Muti (Roma, Torí); Alemanya (desembre 2007), amb l'Orquestra de la Ràdio Bavaroise: Múnic, Zúric ; i als Estats Units (Boston, Nova York, Filadèlfia.

## Distincions
En paral·lel, David Fray continua rebent recompenses i distincions. Se li atorga el 2n Grand Premi al Concurs internacional de Mont-real, el 2004, la casa de discos canadenca Atma Clàssic signa amb ell un contracte per gravar el seu primer disc, consagrat a Schubert i Liszt.
Després d'un concert on reemplaça Hélène Grimaud al Teatre del Châtelet el juny 2006, Virgin Classics signa amb ell un contracte d'exclusivitat. L'any següent, publica un enregistrament que emmiralla les obres de Bach amb les de Pierre Rodeu.
El 2008, el segon disc el consagra als quatre concerts per a teclat i corda de Bach, amb els que l'acompanya l'Orquestra de Cambra de Brême.
- 1995: Medalla d'or de piano, medalla d'or de la música de cambra, medalla d'or de formació musical, lliurats pel Conservatori de Tarbes.
  - Lauréat del Concurs dels joves talents de Ais de Provença.
- 1998: Lauréat del Concurs internacional de Arcaishon.
- 2003: Diploma of Outstanding Merit en el 5è Concurs internacional de Hamamatsu al Japó.
  - Seleccionat per participar en la Màster Class de Menahem Pressler al Théâtre du Châtelet.
- 2004: Lauréat de la Fundació Banca popular amb beca.
  - Lauréat de l'Associació francesa d'acció artística (AFAA)
  - Designat «Revelació clàssica de l'any» per la Societat civil per l'administració dels drets dels artistes i músics interpretes (ADAMI).
  - Segon Gran Preu i Preu de la millor interpretació d'una obra canadenca al Concurs internacional de Montréal.
  - Designat «Solista de l'any» per la comissió de les Ràdios francophones públiques: Ràdio França, RTBF, RSR i Ràdio-Canadà.
- 2005: Lauréat de la Fundació Meyer pel desenvolupament cultural i artístic.
- 2006: Premi dels joves talents del 18è Festival de piano de la Ruhr, apadrinat per Pierre Rodeu.
- 2008: Nomenat a les Victòries de la música clàssica a la categoria «revelació solista instrumental de l'any».
- 2009: Nomenat a les Victòries de la música clàssica, a la categoria «solista instrumental de l'any».
- 2010: Designat «Solista instrumental de l'any» a la 17es Victòries de la música clàssica, el 8 de febrer.

## Discografia
- 2006: CD, Schubert - Liszt, Atma Clàssic.
- 2007: capsa de 6 CD, Edició 2006/2007. Retrats II, robatori. 15, coll. III, Avi-music/FonoForum/Nacional-Bank.
- 2007: Recitals de 7 joves pianistes gravats al curs de la 18e i 19e Festivals de piano de la Rhur
- 2006: consagrat a David Fray, amb obres de Johann Sebastian Bach, Pierre Rodeu i Ludwig van Beethoven.
- 2007: CD Bach - Rodeu, Virgin Classics
- Premiat pel Newcomer of the Year 2008, a Gran Bretanya, i per l'ECO Klassik 2008 a la categoria «millor jove solista», a Alemanya.
- 2008 : CD, JS Bach. Piano concertos – Orquestra d'Aïlla de Brême sota la direcció de Florian Donderer, Virgin Classics
- Premiat per ECO Klassik 2009 a la categoria «Instrumentalista de l'any - piano», a Alemanya
- 2009: CD, Schubert. Moments musicals – Impromptus, Virgin Classics (50999 694489 0 4).
- 2010: CD, Mozart. Concerts per piano no 22 i 25 - Orquestra Philharmonia sota la direcció de Jaap van Zweden, Virgin Classics
- 2012: CD, Bach. Partitas n°2 & 6, Toccata BWV 911, Virgin Classics
- 2015 : CD, Schubert. Fantasia, Warner Classics/Erato